# 淡黑裸頭魚
淡黑裸頭魚，為輻鰭魚綱黑头鱼目黑頭魚科的其中一種，為深海魚類，分布於東大西洋摩洛哥到那米比亞、西大西洋墨西哥灣、印度洋海域，棲息深度0-2740公尺，體長可達33.7公分，棲息在中層水域，生活習性不明。

## 扩展阅读
維基物種上的相關：淡黑裸頭魚